# Gregory (Dakota del Sud)
Gregory és una població dels Estats Units a l'estat de Dakota del Sud. Segons el cens del 2000 tenia 1.342 habitants.

## Demografia
Segons el cens del 2000, Gregory tenia 1.342 habitants, 613 habitatges, i 351 famílies. La densitat de població era de 378,2 habitants per km².
Dels 613 habitatges en un 25% hi vivien nens de menys de 18 anys, en un 47,5% hi vivien parelles casades, en un 7,2% dones solteres, i en un 42,6% no eren unitats familiars. En el 40% dels habitatges hi vivien persones soles el 26,6% de les quals corresponia a persones de 65 anys o més que vivien soles. El nombre mitjà de persones vivint en cada habitatge era de 2,19 i el nombre mitjà de persones que vivien en cada família era de 2,94.
Per edats la població es repartia de la següent manera: un 24% tenia menys de 18 anys, un 4,4% entre 18 i 24, un 21,7% entre 25 i 44, un 22% de 45 a 60 i un 27,9% 65 anys o més.
L'edat mediana era de 45 anys. Per cada 100 dones de 18 o més anys hi havia 78,9 homes.
La renda mediana per habitatge era de 23.173 $ i la renda mediana per família de 31.250 $. Els homes tenien una renda mediana de 25.057 $ mentre que les dones 16.923 $. La renda per capita de la població era de 13.626 $. Entorn del 12,9% de les famílies i el 18,8% de la població estaven per davall del llindar de pobresa.

## Poblacions més properes
El següent diagrama mostra les poblacions més properes.